# Stanislas Champein
Stanislas Champein (Marsella, 1753 - París, 1830) fou un compositor francès.
En els seus principis es dedicà a la música religiosa, abordant la composició dramàtica per primera vegada el 1780, en estrenar al teatre del bosc de Bolonya l'òpera en un acte Le soldat français. Des del 1780 fins al 1817 donà als teatres de París unes 36 òperes que foren molt aplaudides, entre les quals destaquen Mina (1780) La Melomanie (1781), en un acte, la qual es conservà en repertori fins al 1827; Les dettes 1787, Le nouveau Don Quichotte (1789), en dos actes, la qual es representà prop de 600 nits seguides, i unes 15 partitures més que restaren inèdites, entre elles l'Electra, de Sòfocles, traduïda literalment en prosa, i que, malgrat acudir al mateix emperador, no assolí veure representada. Arribat a la vellesa travessà una situació ratllant en la misèria, perquè en aquells temps els drets d'autor eren insignificants i la revolució li suprimí la pensió que la monarquia li havia assignat, la qual no recobrà fins a l'imperi de Napoleó, qui li senyalà 6.000 francs a l'any, els que més tard també li suprimí la restauració, fins que la Societat d'Autors li concedí la de 1.200 francs, que augmentà Martignac amb una altra petita subvenció que rebia amb càrrec a la llista civil.